# Liste der Orte im Landkreis Sömmerda
Diese Liste enthält alle Orte (Städte, Gemeinden und Ortsteile) im thüringischen Landkreis Sömmerda.
| Ort                          | Gemeinde        | Einwohner (ca.) |
| ---------------------------- | --------------- | --------------- |
| Alperstedt                   | Alperstedt      | 718             |
| Altenbeichlingen             | Kölleda         | 200             |
| Andisleben                   | Andisleben      | 608             |
| Bachra                       | Rastenberg      | 570             |
| Bachstedt                    | Markvippach     | 150             |
| Backleben                    | Kölleda         | 250             |
| Battgendorf                  | Kölleda         | 240             |
| Beichlingen                  | Kölleda         | 360             |
| Bilzingsleben                | Kindelbrück     | 720             |
| Büchel                       | Büchel          | 245             |
| Burgwenden                   | Kölleda         | 200             |
| Buttstädt, ehemalige Stadt   | Buttstädt       | 2.598           |
| Dermsdorf                    | Kölleda         | 200             |
| Dielsdorf                    | Schloßvippach   | 295             |
| Düppel                       | Kindelbrück     | 40              |
| Eckstedt                     | Eckstedt        | 602             |
| Ellersleben                  | Buttstädt       | 286             |
| Elxleben                     | Elxleben        | 2.332           |
| Eßleben                      | Buttstädt       | 200             |
| Friedrichsdorf               | Witterda        | 82              |
| Frohndorf                    | Sömmerda        | 457             |
| Frömmstedt                   | Kindelbrück     | 572             |
| Gangloffsömmern              | Gangloffsömmern | 826             |
| Gebesee, Stadt               | Gebesee         | 2.189           |
| Griefstedt                   | Griefstedt      | 305             |
| Großbrembach                 | Buttstädt       | 753             |
| Großmölsen                   | Großmölsen      | 249             |
| Großmonra                    | Kölleda         | 500             |
| Großneuhausen                | Großneuhausen   | 727             |
| Großrudestedt                | Großrudestedt   | 1.150           |
| Günstedt                     | Günstedt        | 802             |
| Guthmannshausen              | Buttstädt       | 862             |
| Hardisleben                  | Buttstädt       | 588             |
| Haßleben                     | Haßleben        | 1.032           |
| Henschleben                  | Straußfurt      | 200             |
| Herrnschwende                | Weißensee       | 179             |
| Kannawurf                    | Kindelbrück     | 862             |
| Kindelbrück, ehemalige Stadt | Kindelbrück     | 1.750           |
| Kleinbrembach                | Buttstädt       | 319             |
| Kleinmölsen                  | Kleinmölsen     | 344             |
| Kleinneuhausen               | Kleinneuhausen  | 434             |
| Kleinrudestedt               | Großrudestedt   | 250             |
| Kölleda, Stadt               | Kölleda         | 5.100           |
| Kranichborn                  | Großrudestedt   | 200             |
| Leubingen                    | Sömmerda        | 914             |
| Mannstedt                    | Buttstädt       | 394             |
| Markvippach                  | Markvippach     | 400             |
| Nausiß                       | Weißensee       | 132             |
| Nöda                         | Nöda            | 834             |
| Olbersleben                  | Buttstädt       | 785             |
| Ollendorf                    | Ollendorf       | 434             |
| Orlishausen                  | Sömmerda        | 690             |
| Ostramondra                  | Ostramondra     | 582             |
| Ottenhausen                  | Weißensee       | 350             |
| Rastenberg, Stadt            | Rastenberg      | 1.600           |
| Riethgen                     | Kindelbrück     | 251             |
| Riethnordhausen              | Riethnordhausen | 1.040           |
| Ringleben                    | Ringleben       | 524             |
| Rohrborn                     | Sömmerda        | 157             |
| Roldisleben                  | Rastenberg      | 200             |
| Rothenberga                  | Rastenberg      | 300             |
| Rudersdorf                   | Buttstädt       | 337             |
| Schafau                      | Rastenberg      | 72              |
| Schallenburg                 | Sömmerda        | 365             |
| Scherndorf                   | Weißensee       | 220             |
| Schilfa                      | Gangloffsömmern | 237             |
| Schillingstedt               | Sömmerda        | 253             |
| Schloßvippach                | Schloßvippach   | 1.096           |
| Schönstedt                   | Weißensee       | 55              |
| Schwansee                    | Großrudestedt   | 350             |
| Schwerstedt                  | Schwerstedt     | 635             |
| Sömmerda, Stadt              | Sömmerda        | 16.337          |
| Sprötau                      | Sprötau         | 794             |
| Stödten                      | Sömmerda        | 102             |
| Straußfurt                   | Straußfurt      | 1.842           |
| Teutleben                    | Buttstädt       | 160             |
| Tunzenhausen                 | Sömmerda        | 470             |
| Udestedt                     | Udestedt        | 817             |
| Vehra                        | Straußfurt      | 160             |
| Vogelsberg                   | Vogelsberg      | 699             |
| Walschleben                  | Walschleben     | 1.773           |
| Waltersdorf                  | Weißensee       | 115             |
| Weißensee, Stadt             | Weißensee       | 2.750           |
| Wenigensömmern               | Sömmerda        | 294             |
| Werningshausen               | Werningshausen  | 675             |
| Witterda                     | Witterda        | 1.017           |
| Wundersleben                 | Wundersleben    | 704             |

## Weitere Ortsteile
- Zu Gebesee gehört die Siedlung Gebesee, die aus wenigen Gehöften besteht und etwa drei Kilometer südwestlich der Stadt liegt.
- Zu Kölleda gehört der Stadtteil Kiebitzhöhe, in dem ab 1958 neben Industrieanlagen auch Wohngebäude entstanden.
- Zu Ostramondra gehört das Dorf Rettgenstedt, das mit Ostramondra zusammengewachsen ist.
- Zu Rastenberg gehört die Siedlung Finneck, die aus einigen Häusern besteht und nördlich der Stadt liegt.
- Zu Riethgen gehört die Thomas-Müntzer-Siedlung auf halbem Weg nach Günstedt.
- Zu Riethgen gehört die Siedlung Riethgen, die gegenüber von Griefstedt auf der westlichen Unstrutseite liegt.
- Zu Sömmerda gehören die benachbarten Gehöfte Weißenburg und Michelshöhe an der Straße nach Weißensee.
- Zu Weißensee gehört das Gehöft Luthersborn auf halbem Weg nach Straußfurt.

- Karte mit allen verlinkten Seiten:
- OSM |
- WikiMap